# California African American Museum
Le Musée Californien Afro-Américain / California African American Museum (CAAM), est un musée américain situé au parc des expositions de Los Angeles dans l'état de Californie, il est consacré à l'histoire et aux apports culturels des Afro-Américains dans l’Amérique de l'ouest.

## Histoire
Le 2 septembre 1977, la Législature d'État de la Californie vote la loi 420 autorisant l'établissement du musée. Les plans proposés par les architectes afro-américains Jack Haywood et Vince Proby sont adoptés par le conseil d'administration,. En juin 1983 les travaux de construction commencent. Le musée ouvre ses portes en 1984, pendant les Jeux olympiques d'été de 1984,.  
En 2011, un budget de près de 70 millions de $ est alloué pour agrandir le musée de près de 25 000 m², les plans des architectes Ray Huff et Mario Gooden sont retenus,.
En 2018, le musée reçoit un don du collectionneur Gordon W. Bailey, constitué de 32 peintures réalisées par des artistes afro-américains autodidactes,. En septembre 2019, Cameron Shaw devient la conservatrice et directrice du musée,, elle prend la succession du directeur George O. Davis et de  la conservatrice Naima Keith en cumulant leurs deux fonctions,,.

## Description
Le CAAM se donne pour mission de briser les stéréotypes concernant les Afro-Américains issus des guerres de gangs, des fusillades, des familles dysfonctionnelles, etc., pour montrer la diversité de la communauté afro-américaine californienne, notamment en matière artistique.
Le CAAM est affilié à la Smithsonian Institution depuis 2016.

## Programmes
Le département de l'éducation du Musée offre une vaste gamme de programmes et d'événements conçus pour répondre aux besoins de la population de Los Angeles. Leur objectif est de fournir une diversité de situations d'apprentissage qui soient autant divertissantes qu'instructives, de servir de ressource pour élargir la sensibilisation du public aux contributions artistiques, historiques et culturelles des Afro-Américains au monde américain. Plus de 80 programmes sont offerts chaque année,,.

## Expositions
Le musée expose de façon permanente plus de 4 000 artefacts, peintures, sculptures, photographies, etc. représentatifs de la culture afro-américaine. 
En 2015, le CAAM organise une exposition temporaire centrée sur les techniques d'assemblages de l'art abstrait des artistes afro-américains des années  1960-1980,.
En 2019, le CAAM organise une exposition temporaire consacrée au peintre afro-américain Ernie Barnes.